# Prosthiochaeta fuscipennis
Prosthiochaeta fuscipennis är en tvåvingeart som beskrevs av Wang och Chen 2002. Prosthiochaeta fuscipennis ingår i släktet Prosthiochaeta och familjen bredmunsflugor. Inga underarter finns listade i Catalogue of Life.